# 꽃 목걸이
〈꽃 목걸이〉(일본어: 花の首飾り)는 일본의 그룹사운드인 더 타이거스의 다섯 번째 싱글로서, 1968년 3월 15일 발매되었다. (7" Vinyl: SDP-2022) 처음 발매되었을 때에는 이 곡이 B사이드 곡이었고, 사와다 켄지가 리드 보컬을 맡은 〈은하의 로맨스〉(銀河のロマンス 긴가노로만스[*])가 A사이드 곡이었다. 그 후에 카하시 카츠미가 처음으로 리드 보컬을 담당한 〈꽃 목걸이〉가 큰 호응을 얻었고, 이내 A사이드로 격상되어 재발매했다. 오리콘 차트에서는 양 A사이드로 표기하고 있다. 이 곡은 더 타이거스가 발표한 싱글 중에서 최대의 히트곡이기도 하며, 오리콘이 발표한 판매량은 67.6만 장, 공식적인 누계 판매량은 130만 장이다.
〈꽃 목걸이〉의 가사는 잡지 《묘조》에서 일반인들에게 모집된 것이다. 약 13만 통의 응모작 중에서 스가와라 후사코(菅原房子)의 것이 채택되었으며, 이 인물은 당시 홋카이도의 야쿠모정에 거주하던 여고생이었다. 가사의 보완은 나카니시 레이가 맡았다.
1968년 3월 10일, 더 타이거스가 출연한 영화 《더 타이거스: 세계는 우리를 기다리고 있다》의 촬영차 일본 무도관에서 이 두 곡의 발표회가 열렸으며, 두 곡 모두 두 번째 앨범 《세계는 우리를 기다리고 있다》에 수록되었다.
〈꽃 목걸이〉는 1980년에 레슬리 맥퀀(Leslie McKeown), 1984년에 나카가와 카츠히코, 1989년에 타카하시 마리코, 1994년에 하즈키 리오나, 2001년에 이노우에 요스이, 2006년에 카와무라 류이치, 2007년에 류시원과 커버송 돌즈, 2008년에 나카무라 루리아와 오렌지 페코 등의 아트스트들에 의해 수십 회 이상 리메이크 되었다.

## 수록곡
| #            | 제목                                                              | 작사            | 작곡            | 편곡            | 재생 시간 |
| ------------ | ----------------------------------------------------------------- | --------------- | --------------- | --------------- | --------- |
| 1.           | 〈〈은하의 로맨스〉 (Romance in the Milky Way)〉 (銀河のロマンス) | 하시모토 준     | 스기야마 코이치 | 스기야마 코이치 | 3:08      |
| 2.           | 〈〈꽃 목걸이〉 (Flower Necklace)〉 (花の首飾り)                  | 스가와라 후사코 | 스기야마 코이치 | 스기야마 코이치 | 3:54      |
| 총 재생 시간 | 총 재생 시간                                                      | 총 재생 시간    | 총 재생 시간    | 총 재생 시간    | 7:02      |

## 참고 문헌
- 이소마에, 준이치 (2013), 《ザ・タイガース 世界はボクらを待っていた》, 슈에이샤, ISBN 9784087207149